# 구례 화엄사 구층암 석등
구례 화엄사 구층암 석등(華嚴寺 九層庵 石燈)은 전라남도 구례군 마산면, 화엄사의 부속암자인 구층암에 놓여 있는 석등이다. 1986년 2월 7일 전라남도의 유형문화재 제132호로 지정되었다.

## 개요
화엄사의 부속암자인 구층암에 놓여 있는 석등이다.
등불을 밝혀두는 화사석(火舍石)을 중심으로 아래에는 세 받침돌로 구성된 받침을 두고, 위로는 지붕돌과 머리장식을 얹었다. 8각의 아래받침돌은 각 면에 안상(眼像)을 조각하고, 윗면에 연꽃무늬를 둘렀다.4각의 가운데기둥은 길고 가늘어 보인다. 윗받침돌은 8잎의 연꽃을 둘러 놓았고, 밑면에 1단의 받침을 두었다. 8각을 이루는 화사석은 4곳에 창을 마련해 놓았다. 지붕돌은 여덟 처마가 곡선을 이루고 있으며, 각 귀퉁이가 위로 들려있다. 꼭대기에는 머리장식으로 보이는 둥근 석재가 놓여있다.
전체적으로 8각을 이루고 있고, 안상과 연꽃장식 등의 각 부 양식과 수법으로 볼 때, 통일신라시대에 만든 것으로 추측된다.

## 같이 보기
- 화엄사

## 참고 자료
- 화엄사구층암석등 - 국가유산청 국가유산포털